# Ősmátra-elmélet
Az Ősmátra-elmélet avagy a hegyről füvesedés elmélete a 19. század végén megfogalmazott ökológiai koncepció a Magyar-középhegység és a Nagyalföld már régen felismert florisztikai és vegetációtörténeti kapcsolatának magyarázatára (az Ősmátra kifejezés ebben az értelemben a Magyar-középhegységet jelöli).

## Megfogalmazása, kidolgozása
Az elképzelést először Anton Kerner bécsi növénytanprofesszor vetette papírra (1863-ban), majd Borbás Vince (1900) fogalmazta újra. Részletesebb kidolgozását Rapaics Raymund (1918) és Zólyomi Bálint (1958) munkáiban találjuk; a 20. század végének megfelelő, átfogó kritikai elemzése és korszerű újrafogalmazása Borhidi Attila (1997) munkája.

## A hegyről füvesedés
A mogyorókorszaktól a tölgykorszak végéig Európa éghajlata a korábbinál melegebb volt, ezért számos növényfaj elterjedési területe erőteljesen észak felé tolódott. Számos faj ekkor vándorolt a Kárpát-medencét északról határoló hegységek lábaihoz, a korábbi vegetációtörténeti korok hírmondói pedig vissza vagy magasabbra húzódtak. A Magyar Középhegység igen gazdag és változatos eredetű flórája tehát egy hosszú, többlépcsős fajbővülés eredménye. Különösen a változatos felszíni formák voltak alkalmasak arra, hogy kis területen számos vegetációtörténeti korszak maradvány populációit őrizzék meg.
A hegyről füvesedés a szubboreális korszakban kezdődhetett. Ebben az időszakban a klíma napjainkig – kisebb-nagyobb ingadozásokkal – egyre szárazabbá válik. Az Alföld erdőfoltjai összeszorultak, illetve eltűntek, a sztyeppterületek kiterjedtek: a sztyeppfajok egy része a Magyar Középhegységből, másik része dél felől költözött jelenlegi élőhelyére – ezt nagyban befolyásolhatta már az emberi tevékenység is.
Még részben tisztázatlan az alföldi bennszülött fajok kialakulása. Feltűnően sok ilyen fajt találunk a Nagyalföld homokos területein, amiket éppen ezért az alföldi lösz- és a középhegységi vegetációtól részben elszigetelteknek kell tekintenünk. Borhidi Attila kimutatta, hogy az Alföld bennszülöttjei zömmel délről és keletről bevándorolt populációk leszármazottai.